# Hidrocianação
Hidrocianação é, fundamentalmente, o processo por meio do qual íons H+ e –CN são adicionados a substrato molecular. Normalmente o substrato é um alceno e o produto é uma nitrila. Quando –CN é um ligante em um complexo de metal de transição, sua basicidade o faz ser difícil de se deslocar, então, a este respeito, hidrocianação é notável. Dado que cianeto é tanto um bom σ–doador e π–receptor sua presença acelera a taxa de substituição de ligantes trans de si mesmo, o efeito trans. Um passo chave na hidrocianação é a adição oxidativa de cianeto de hidrogênio a complexos metálicos de baixa valência.